# Courzieu
Courzieu é uma comuna francesa na região administrativa de Auvérnia-Ródano-Alpes, no departamento do Ródano. Estende-se por uma área de 27 km². Em 2010 a comuna tinha 1 163 habitantes (densidade: 43,1 hab./km²).